# Англо-російська угода (1907)
Англо-російська угода 1907 року або Петербурзька угода 1907 року (англ. Anglo-Russian Convention of 1907; рос. Англо-Русская Конвенция 1907 г.), або Конвенція між Сполученим Королівством і Росією щодо Персії, Афганістану і Тибету (Convention between the United Kingdom and Russia relating to Persia, Afghanistan, and Tibet; Конвенция между Соединенным Королевством и Россией относительно Персии, Афганистана, и Тибета) — розмежувала сфери впливу Російської імперії та Великої Британії в Азії, поклала край «Великій Грі» в Азії й завершила формування Антанти. Була підписано у Санкт-Петербурзі 31 (18) серпня 1907 року міністром закордонних справ Ізвольським та британським послом Артуром Ніколсоном.
За угодою Російська імперія визнавала протекторат Великої Британії над Еміратом Афганістан й погоджувалась не входити у прямі відносини з афганським еміром.
Обидві сторони визнали Тибет частиною Китаю та відмовились від спроб встановлення контролю над ним.
Іран поділявся на три сфери впливу: російську на півночі (її південним кордоном була лінія Касре — Ширін — Ісфахан — Йєзд — Зульфегар), англійську на півдні (на південний схід від лінії Бендер-Аббас — Керман — Бірдженд — Гезік) та нейтральну в центрі країни.